# Schloss Cotroceni

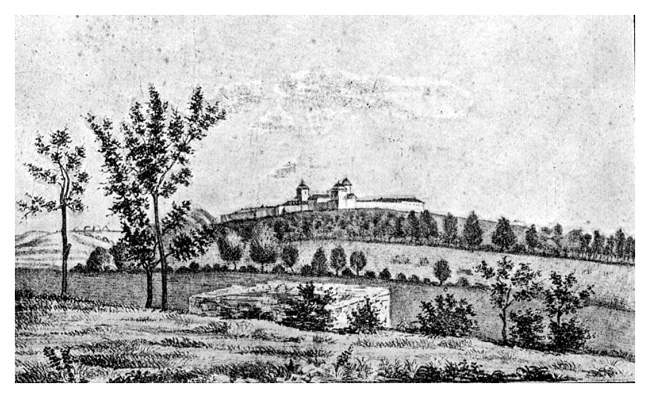
Cotroceni 1860

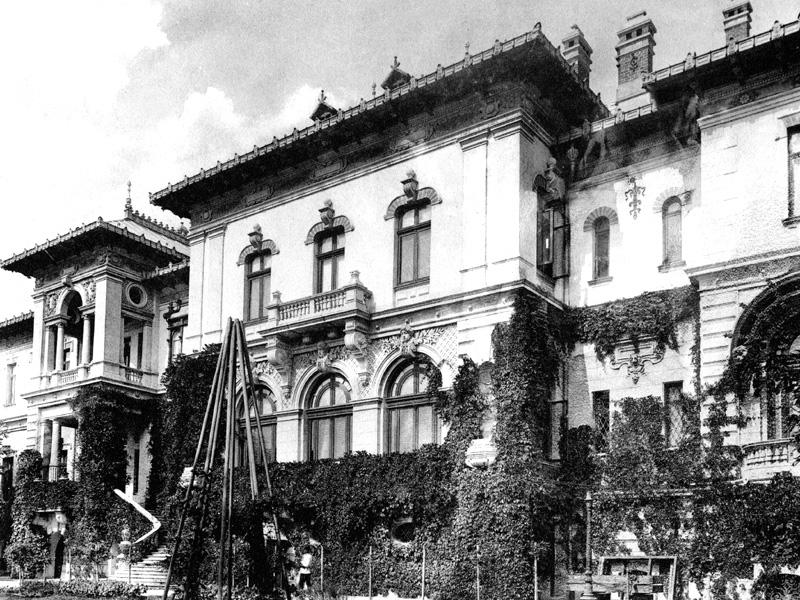
Schloss Cotroceni nach 1900

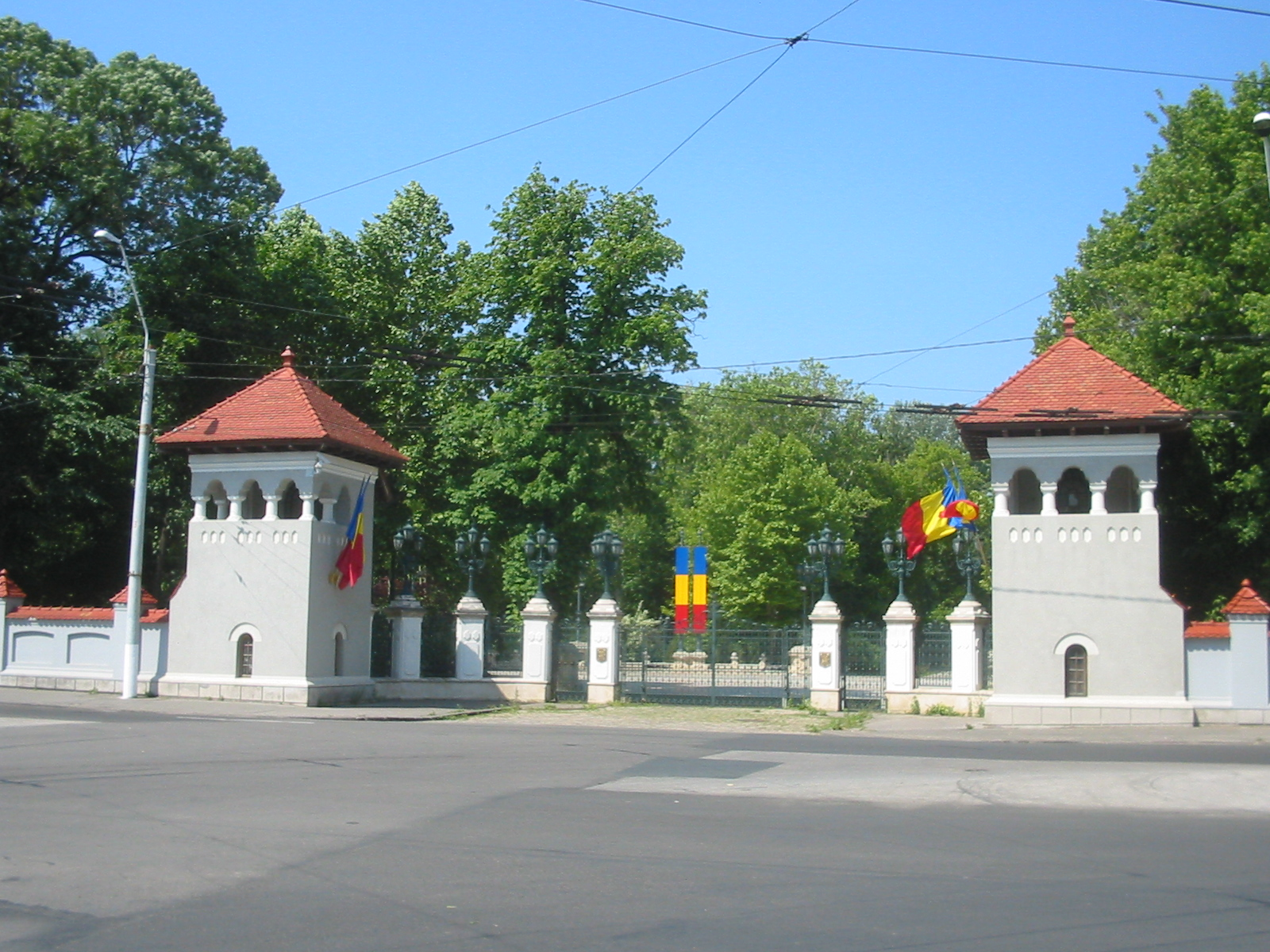
Eingang zum Schloss

Das Schloss Cotroceni (rumänisch Palatul Cotroceni) befindet sich in Bukarest im Stadtteil Cotroceni.

## Geschichte
1679 ließ Fürst Șerban I. Cantacuzino (1640–1688) auf dem Cotroceni-Hügel ein Kloster errichten. Schloss Cotroceni wurde 1888 im Auftrag von König Karl I. nach Plänen des französischen Architekten Paul Gottereau im Klosterkomplex gebaut, um als königliche Residenz zu dienen. Die Öfen wurden zum großen Teil von Sommerhuber geliefert. Neben der offiziellen Residenz Cotroceni in der Hauptstadt dienten der königlichen Familie aus der Dynastie Hohenzollern-Sigmaringen die Schlösser Peleș und Pelișor als Sommersitze.
Das Schloss Cotroceni wurde später von dem rumänischen Architekten Grigore Cerchez renoviert. Nicolae Ceaușescu ließ in seiner Amtszeit die alte Klosterkirche abreißen. 1991 wurde in den ersten beiden Flügeln des Schlosses das Nationalmuseum Cotroceni eröffnet. Im dritten Flügel befindet sich heute der Amtssitz des rumänischen Präsidenten (Präsidentenpalast).